# Луїджі Гальвані
Луїджі (Алоїзій) Гальвані (італ. Luigi Galvani італійською: [luˈiːdʒi ɡalˈvaːni]; лат. Aloysius Galvanus, 9 вересня 1737, Болонья — 4 грудня 1798, Болонья) — італійський медик і фізик.
Вважається засновником електрофізіології. Першим відкрив те, що м'язи мертвої жаби скорочуються, якщо поєднати їх з нервами.
Алессандро Вольта назвав електричні явища в біологічних об'єктах гальванізмом на честь Гальвані. Надалі ім'я Гальвані отримали гальванічні явища, гальванічний елемент, гальванопластика тощо.

## Біографія
Народився 9 вересня 1737 в Болоньї в родині ювеліра Доменіко Фосчі та його четвертої дружини Варвари Фосчі. Молодший брат Джакомо народився у 1742 році. З 1752 року вивчав спочатку богослов'я, літературу і граматику в релігійній школі, і навіть готувався до прийняття сану. Але 1755 вступив до факультету мистецтв Болонського університету, де вивчав медицину, фізіологію і анатомію. У 1759 закінчив за спеціальністю богослов'я. Одружився з Лючією Галеацці Гальвані. Під впливом свого тестя — відомого лікаря і професора медицини Карло Галеацці — зацікавився медициною і природничими науками, тому поступив на медичне відділення університету. Гальвані у 1762 році захистив докторську дисертацію, що була присвячена будові людських кісток, їхній природі й утворенню. Також паралельно займався вивченням нирок і будови вуха птахів. Гальвані довів, що будова пташиного вуха практично не відрізняється від людського, проте відмовився публікувати ці дослідження, оскільки подібні висновки було викладено у знайдених паралельно записах італійського природознавця Антоніо Скарпа.
З 1762 року Гальвані викладав у Болонському університеті. Його лекції користувалися успіхом у студентів через свою точність і ясність. У 1775 році після смерті свого тестя Гальвані зайняв його місце керівника кафедри практичної анатомії. У 1782 році він став завідувачем кафедри гінекології й акушерства.

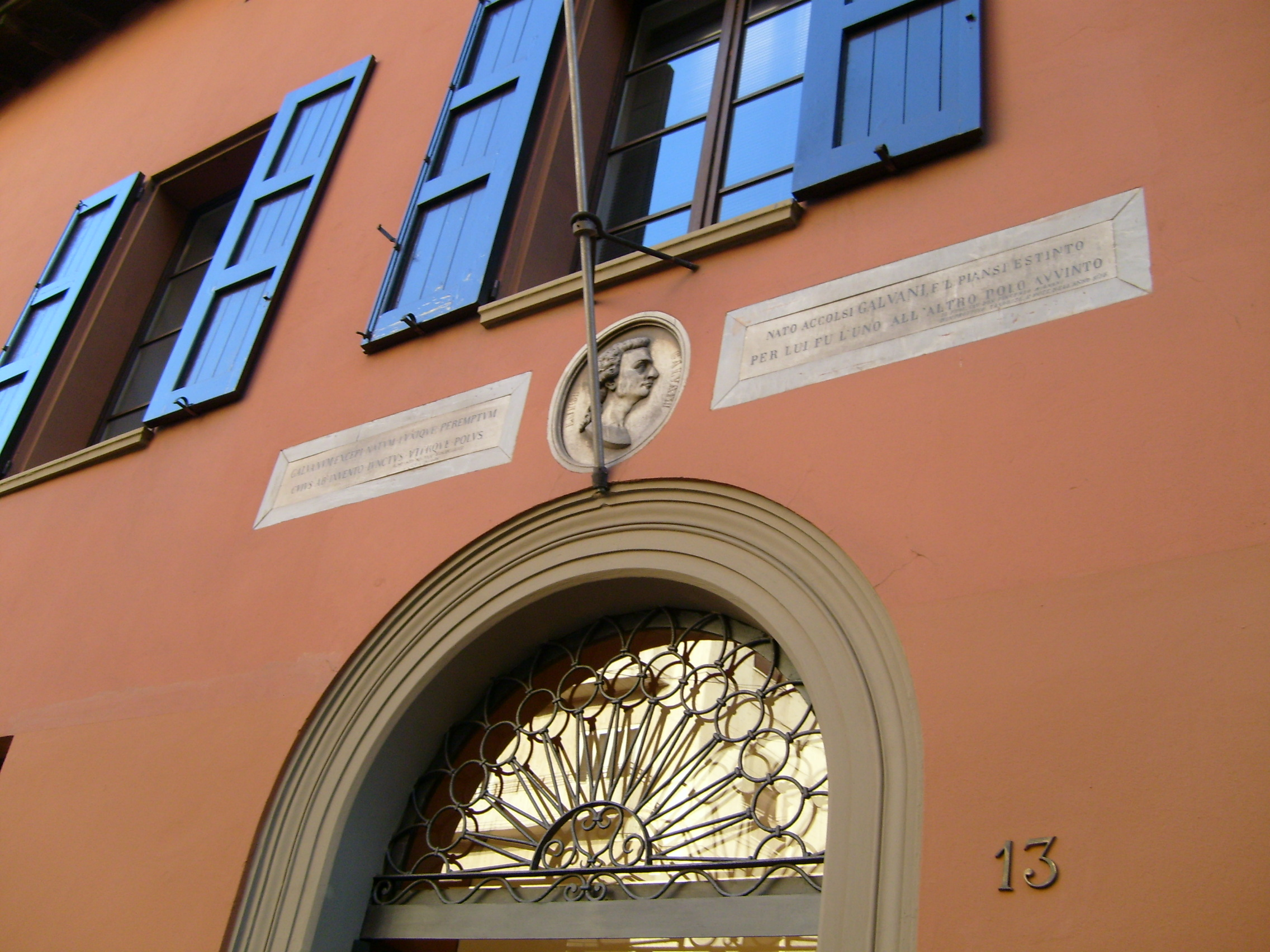
Будинок Гальвані у Болоньї

У 1797 році за відмову принести присягу Цизальпійській республіці Гальвані було звільнено з професорської посади. Невдовзі уряд республіки на визнання заслуг видатного вченого поновив його в університеті без вимоги присяги. Проте незадовго до цього померла дружина Гальвані Люсія (1788), а далі його брат і двоє молодих племінники. В останній рік, за свідченням біографа Вентуролі, він концентрувався на філософії і релігії. Помер Гальвані у своїй рідній Болоньї 4 грудня 1798.
Перші роботи Гальвані були присвячені порівняльної анатомії. У 1771 він почав досліди з вивчення м'язового скорочення і незабаром відкрив феномен скорочення м'язів препарованої жаби під дією електричного струму.

## Наукова діяльність

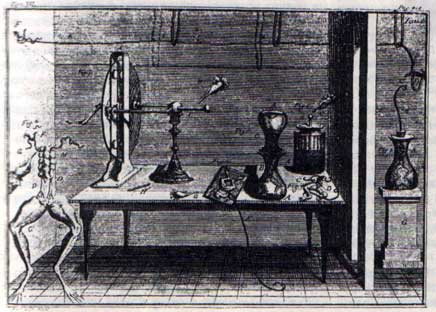
Лабораторія Гальвані, малюнок

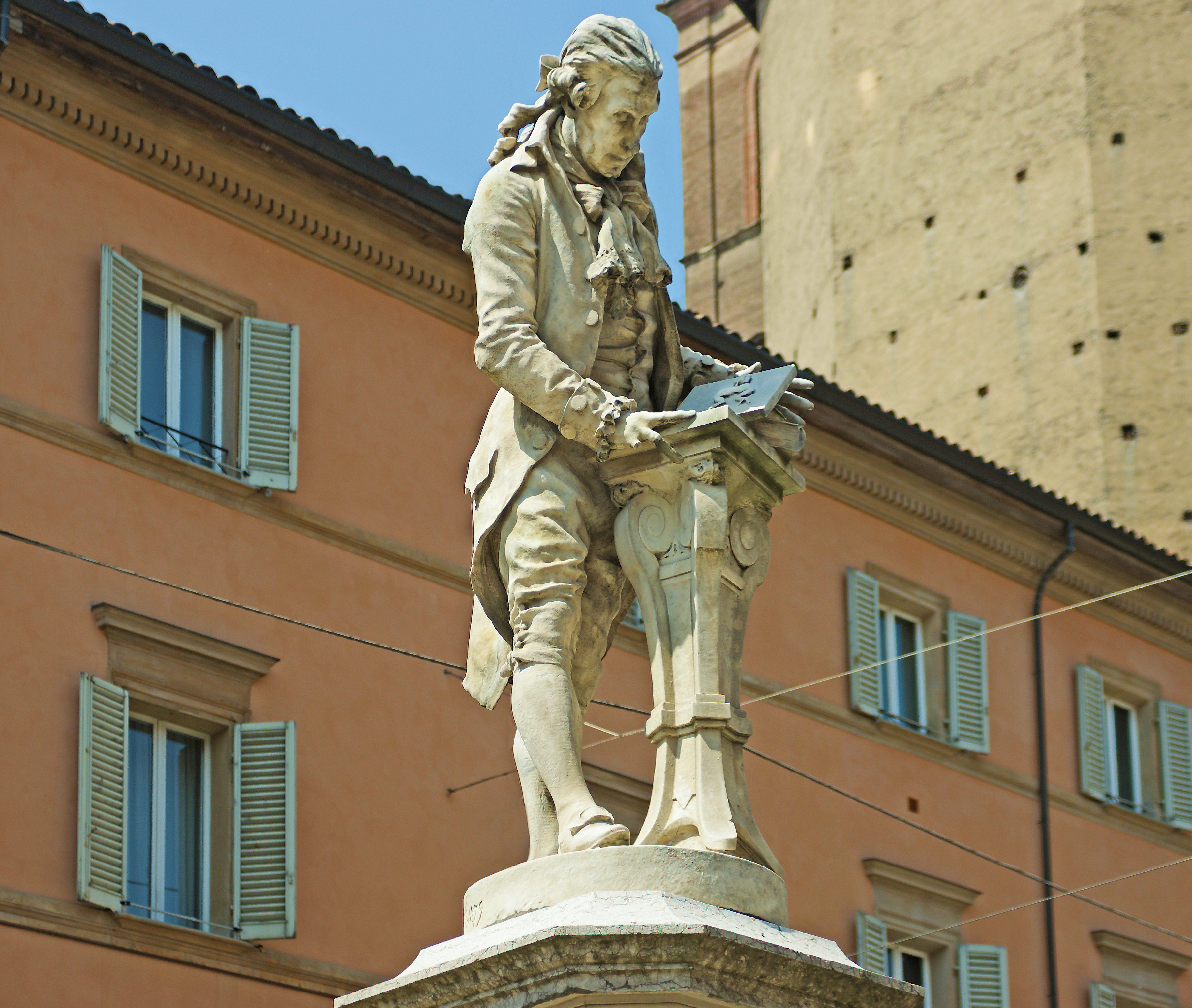
Пам'ятник Гальвані у Болоньї

На початку своєї наукової роботи Гальвані досліджував анатомію людини й птахів. Вже у 1773 році він звернувся до теми будови і функції нервів. Він був знайомий з ідеями щодо сутності електричних явищ, ними ж займався один з його вчителів Джованні Беккаріа. Серед лабораторного устаткування фізіолога Гальвані була й «електрична машина».
Під час одного з дослідів на жабі у 1780 році Гальвані помітив, що скорочення оголеного м'язу задньої кінцівки відбувається одночасно з розрядом іскри між провідниками електричної машини. Встановивши зв'язок між «штучною електрикою» і скороченням, дослідник виявив вплив «грозової електрики» на скорочення. У вирішальних експериментах Гальвані підвісив жабу на мідний гачок, вставлений у спинний мозок, та притискав її до залізної пластинки. Посилення скорочення фізіолог приписав руху «електричного флюїду» по нерву. Гальвані вважав, що відкрив «тваринну електрику».
Своє відкриття сам Гальвані описує таким чином: «Я розрізав і препарував жабу… і, маючи на увазі зовсім інше, помістив її на стіл, на якому перебувала електрична машина…, при повному роз'єднанні від кондуктора останньої і на досить великій відстані від нього. Коли один з моїх помічників вістрям скальпеля випадково дуже легко торкнувся внутрішніх стегнових нервів цієї жаби, то негайно всі м'язи кінцівок почали так скорочуватися, що здавалися перебуваючими у найсильніших тонічних судомах. Інший же з них, який допомагав нам у дослідах з електрики, помітив, як йому здавалося, що це вдається тоді, коли з кондуктора машини витягується іскра … Здивований новим явищем, він негайно ж звернув на нього мою увагу, хоча я замислював зовсім інше і був поглинутий своїми думками. Тоді я спалахнув неймовірною ретельністю і пристрасним бажанням дослідити це явище і винести на світло те, що було в ньому прихованого».

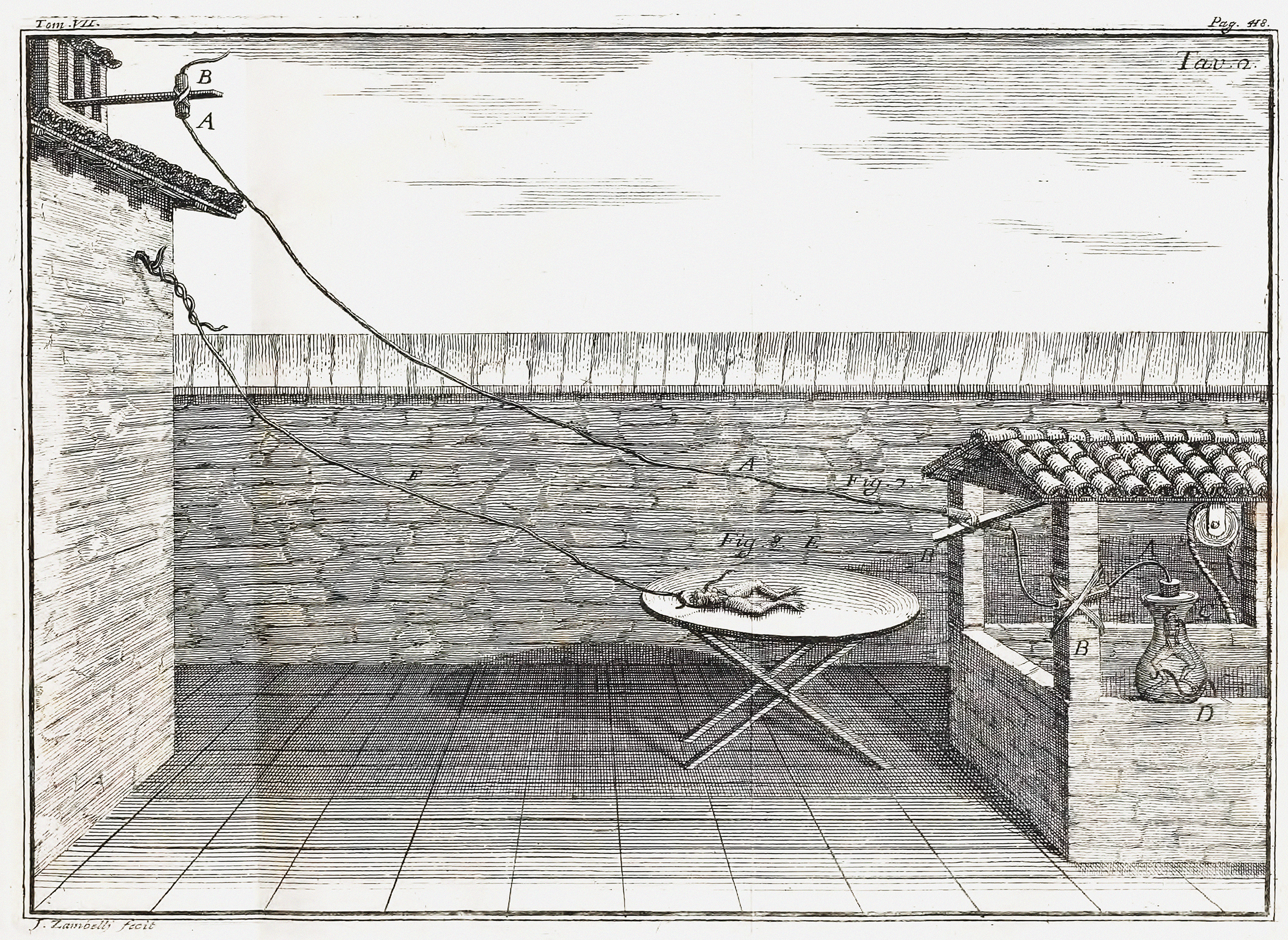
Схема одного з дослідів Гальвані

На час дослідів і публікації головної праці Гальвані «Трактат про сили електрики при рухові м'язів» було відомо, що електричні сили викликають подразнення і скорочення. Проте джерелом електрики внаслідок експериментів можна було вважати і метал, і живу тканину. Оскільки у XVIII сторіччі фізики вважали, що метал не може генерувати електрику, фізіолог Гальвані зробив висновок на користь біоелектрики.
У той же час, фізик Алессандро Вольта, який повторив досліди Гальвані і спочатку був прихильний до теорії генерації електрики живим, прийшов до висновку, що джерелом електричного струму була не жива тканина, а з'єднання двох металів. Таким чином Вольта показав, що Гальвані винайшов не біоелектрику (гальванізм, як її стали називати), а гальванічний елемент або вольтів стовп — джерело електричної енергії.
У відповідь на критику Вольти Гальвані разом із своїм племінником і співавтором Альдоні провів декілька експериментів, де м'язи з'єднувалися з нервом за допомогою одного й того ж металу чи навіть без металу. Гальвані побудував теорію відповідно до якої «душа» породжує «електричний флюїд» у нервах, який тече до м'язів, які працюють за принципом лейденської банки. На думку фізіолога, від'ємна електрика містилася ззовні м'язу, а додатна — всередині, а також у нервах.
Упевнений в існуванні біоелектрики, Гальвані зайнявся практичним боком — почав розробляти концепцію «електричної медицини». Ідея, що причиною хвороб є порушення циркуляції електричного флюїду настільки захопила його, що він почав писати роботу «Електрична патологія», де обґрунтовував ідентичність живої і штучної електрики, що давало можливість впливати зовнішнім струмом на здоров'я людини.
Роботи Гальвані та його дискусія з Вольта вплинули на подальші дослідження в галузі електрофізіології.

## Вшанування пам'яті

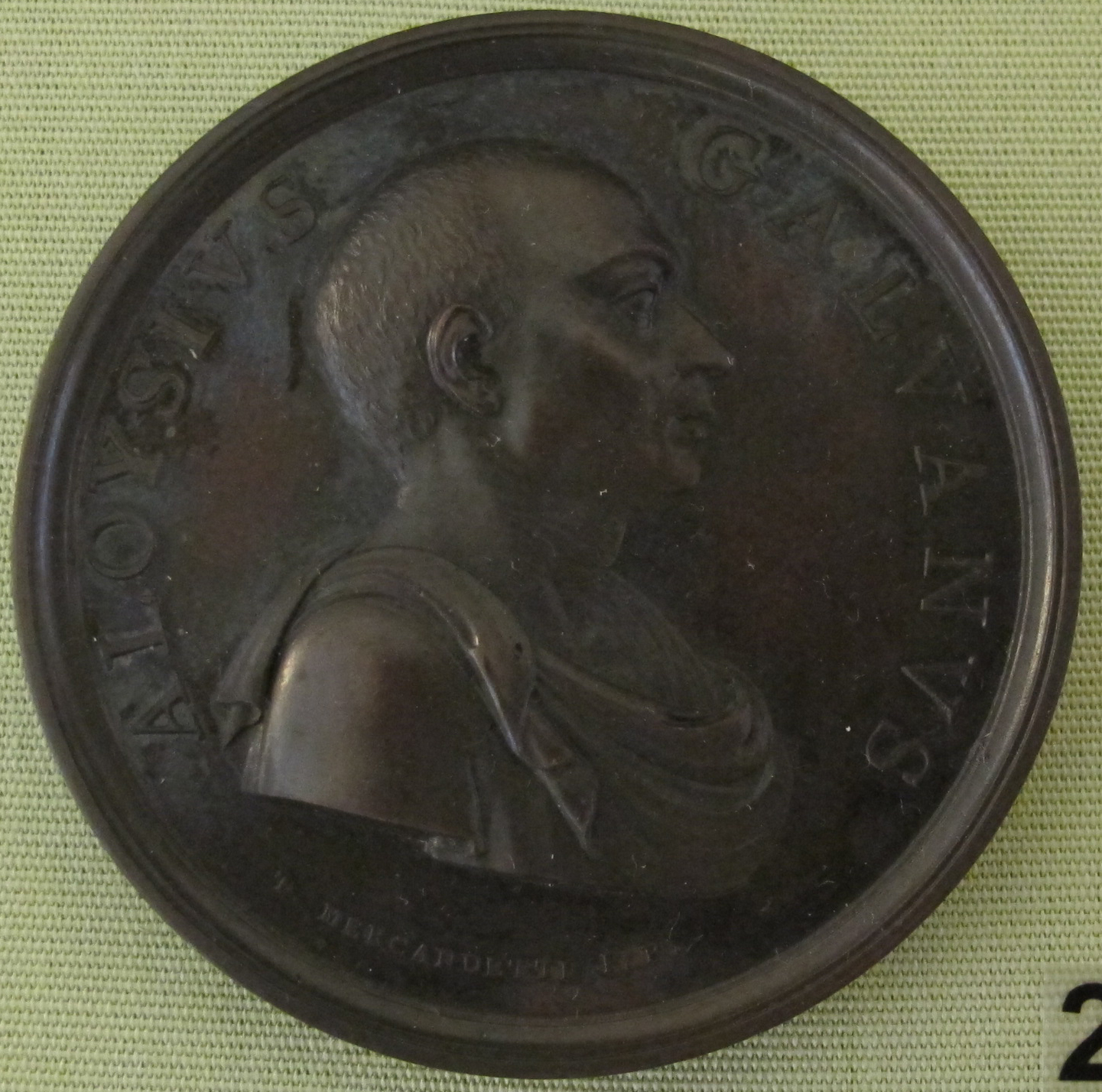
Медаль 1822 року

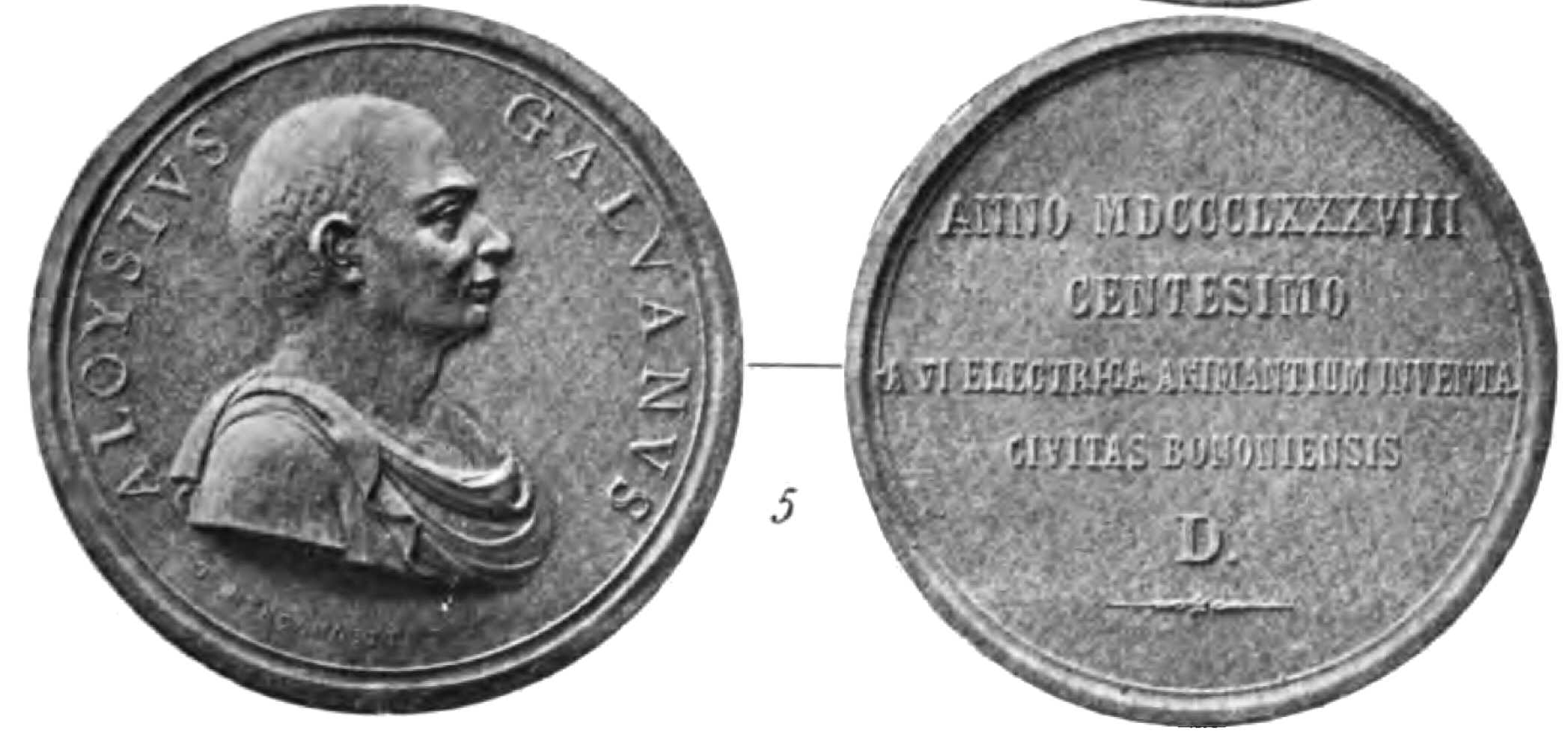
Медаль 1888 року

У 1804 році на честь Гальвані було вибито срібну й мідну медалі. У 1814 році у Болонському інституті було встановлено пам'ятник Гальвані з написом 
|  | Алоїзію Гальвані, лікарю-хірургу, доктору анатомії і акушерства, який збагатив фізику знаменитим відкриттям, що назване його ім'ям, і з надзвичайною ревністю створив видатне вчення, товариші і друзі всесвітньо відомого мужа Оригінальний текст (італ.) ALOISIO GALVANO medico chirurgo doctori anatomes et artis obstericiae quod invento nobilissimo de suo nomine appellato physicam auxerit doctrinam eximiam pietale singulari cumulaverit sodales et amici viro per orbem clarissimo |

У 1822 та 1888 році в Італії вийшли інші медалі на честь Гальвані.

## Твори
- De ossibus-theses. Bononiae: S. Thomae Aquinatis; 1762.
- De renibus atque ureteribus volatilium. De Bononiensi Scientiarum et Artium Instituto atque Academia Commentarii 5:500 — 508; 1767.
- De volatilium aure. De Bononiensi Scientiarum et Artium Instituto atque Academia Commentarii 6:420 — 424; 1783.
- De viribus electricitatis in motu musculari commentarius. De Bononiensi Scientiarum et Artium Instituto atque Academia Commentarii 7:363– 418; 1791. (Трактат про сили електрики при м'язовому русі)
- De viribus electricitatis in motu musculari commentarius cum Joannes Aldini dissertatione et notis. Mutinae: Apud Societatem Typographicam; 1792.
- Dell'uso e dell'attivita` dell'arco conduttore nelle contrazioni dei muscoli. Bologna: a S. Tommaso d'Aquino; 1794.
- Memorie sulla elettricita` animale al celebre Abate Lazzaro Spallanzani. Aggiunte alcune elettriche esperienze di Gio. Aldini. Bologna: Sassi; 1797.